# فولکس‌واگن ترانسپورتر (تی۴)
فولکس‌واگن ترانسپورتر (تی۴) (Volkswagen Transporter (T۴)) خودرویی است که در سال‌های ۱۹۹۰ تا ۲۰۰۴ در هانوفر تولید شده‌است. طراحی آن موتور جلو، خودرو محور جلو و خودرو چهار چرخ محرک بوده‌است. سامانه جعبه‌دندهٔ آن ۵ دنده به دو صورت خودکار و دستی است.